# История цивилизации в Польше

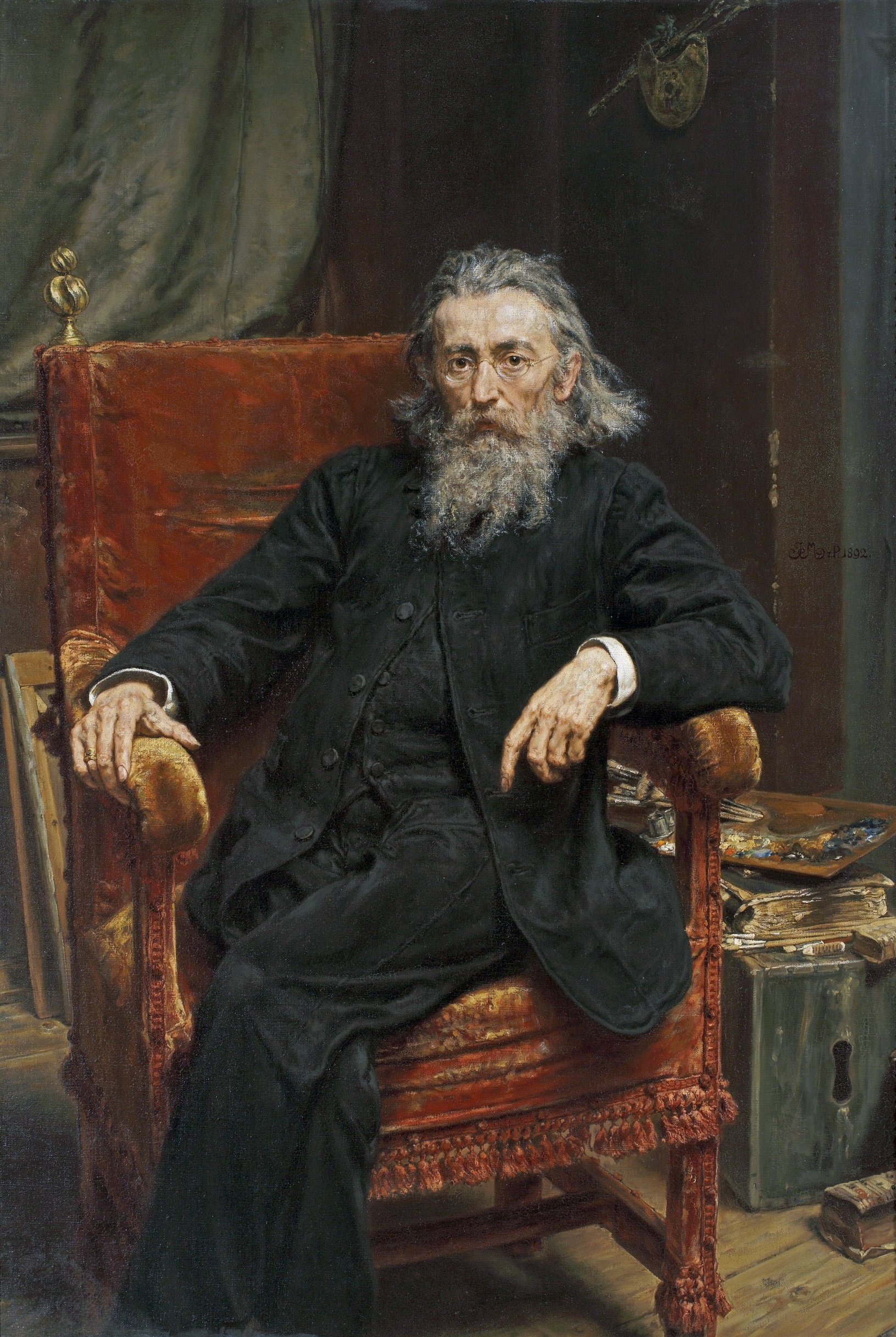
Ян Матейко. Автопортрет

«История цивилизации в Польше» (пол. Dzieje cywilizacji w Polsce) — цикл картин польского художника Яна Матейко, созданный в 1888—1889 годах. Включает 12 полотен, на которых изображены ключевые события в истории Польши с начала эпохи Пястов (X век) до конца XVIII века. Картины хранятся в Королевском замке в Варшаве.

## История создания
Специалисты характеризуют «Историю цивилизации» как «единственное в своём роде живописное видение национального прошлого». Художник попытался зафиксировать в картинах этого цикла результаты своих многолетних размышлений о национальной истории. Он находился под явным влиянием историка Юзефа Шуйского и его пессимистической концепции, согласно которой в Польше достижения цивилизации постоянно находились в конфликте с неэффективной государственностью: из-за политической незрелости культурный прогресс приводил к постоянному усилению анархии. Этот эффект, по мнению Шуйского, усилился из-за поглощения огромной Литвы, победы магнатерии над шляхтой, следствием которой стало униженное положение городского сословия, и религиозной деморализации, сделавшей невозможным общественное согласие.
Толчком к созданию цикла стало для Матейко освящение здания Collegium Novum Ягеллонского университета в 1887 году, в год 490-летия кафедры богословия. Художник в связи с этим получил почётную степень доктора философии и захотел написать картину об основании университета, но постепенно замысел расширился: появилась идея создания ряда полотен, которые бы показали всё развитие польской культуры с подчёркиванием особой роли университета в Кракове. Матейко провёл существенную подготовительную работу, изучая литературу и продумывая план цикла. Летом 1888 года были написаны картины «Основание университета» (№ VII) и «Влияние университета на страну в XV веке» (№ IX), потом появились «Крещение Литвы» (№ VIII), «Первый сейм в Ленчице» (№ IV), «Золотой век литературы в XVI веке» (№ X), «Легницкий разгром. Возрождение» (№ V), «Повторное завоевание Руси» (№ VI) и «Конституция 3 Мая» (№ XII). Матейко хотел написать ещё восемь картин о развитии образования и восемь — об основных событиях средневековой истории Польши, но написал только две. Это были «Коронация первого короля» (№ II) и «Крещение Польши» (№ I). На этом художник прекратил работу.
В итоге основная часть цикла оказалась посвящена Средним векам. О Новом времени рассказывают только три картины, причём две из них о XVI веке, ни одной о XVII и одна — о XVIII. Эта неравномерность освещения могла быть связана с нежеланием Матейко писать о регрессе Польши: его интересовали, по словам одного из исследователей, только «бессмертные духовные завоевания» польского народа.

## Галерея

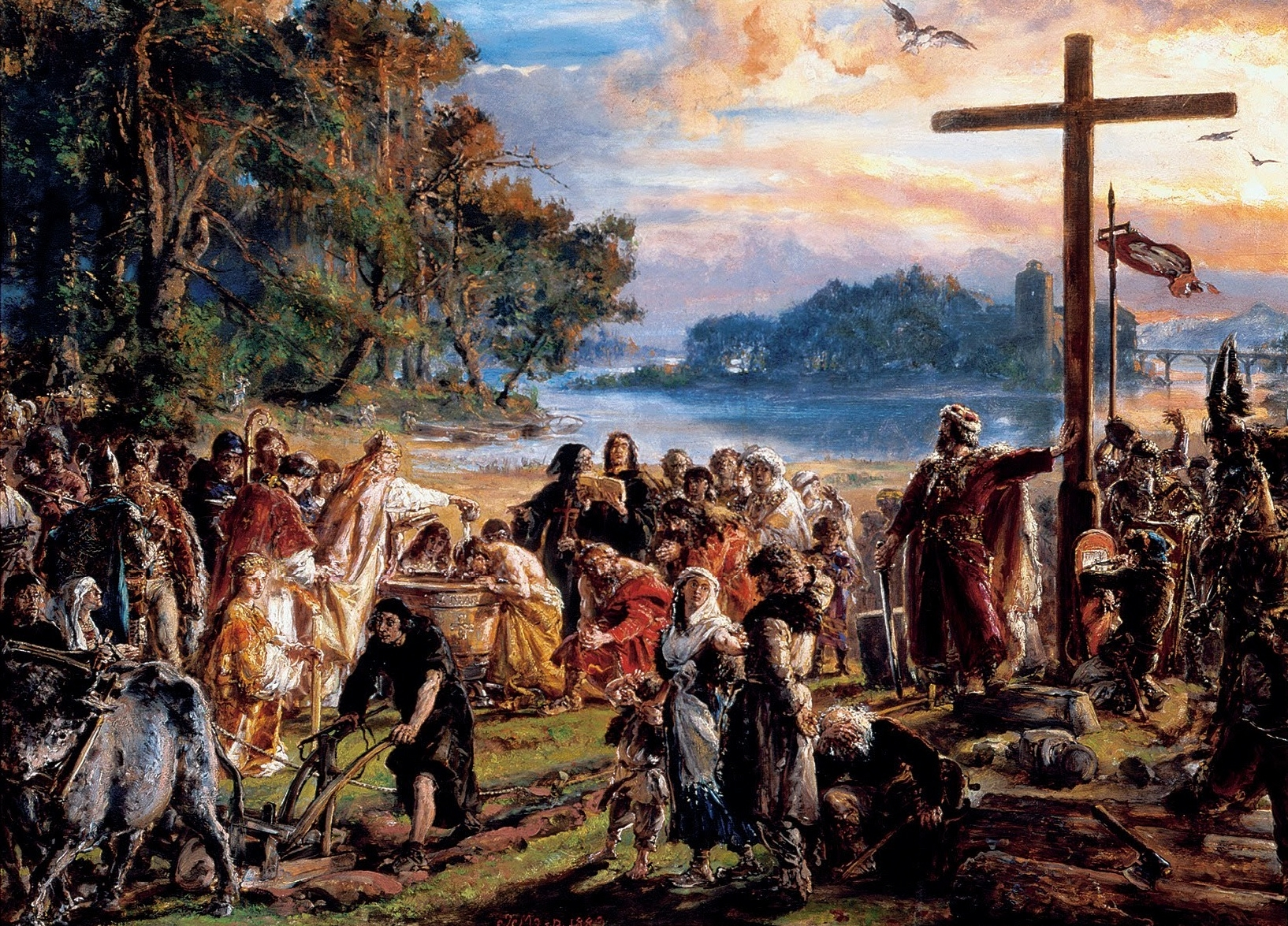
Крещение Польши
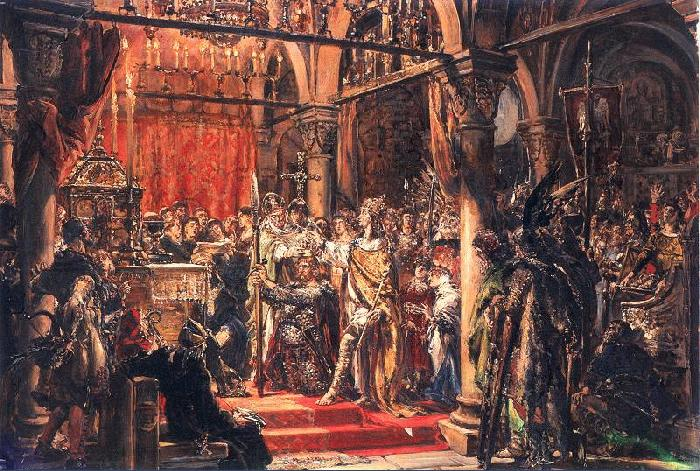
Коронация первого короля
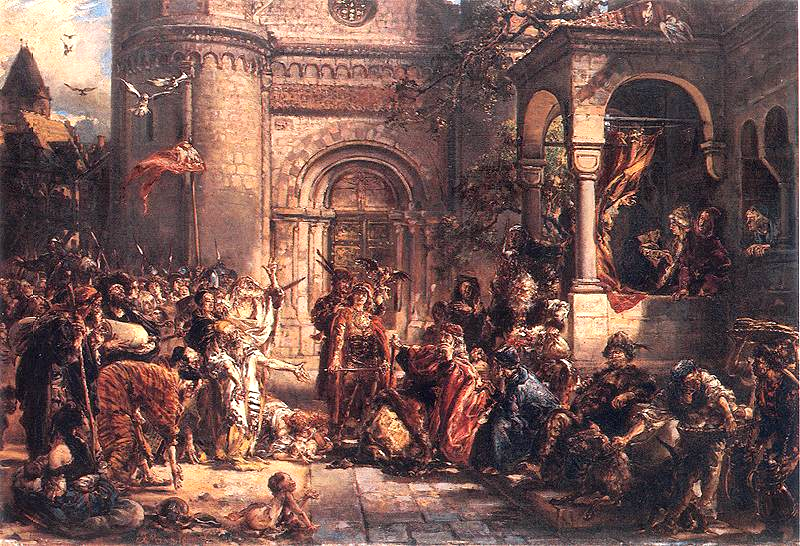
Приём евреев
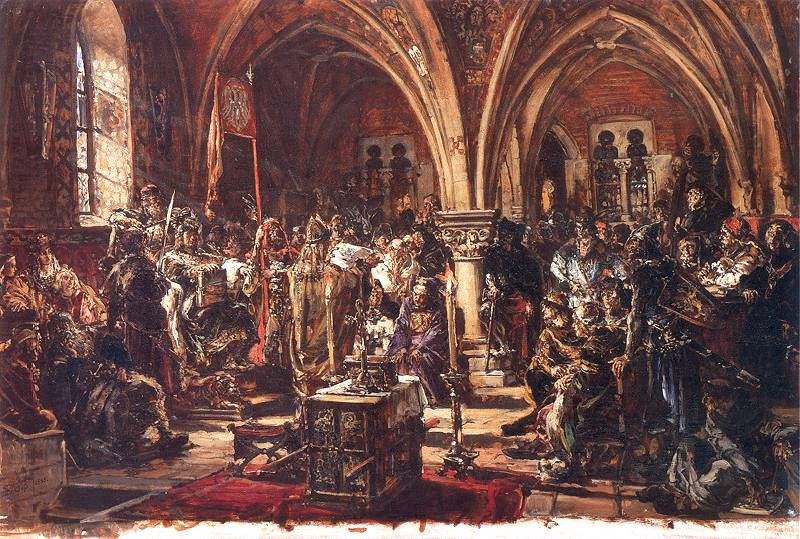
Первый сейм в Ленчице
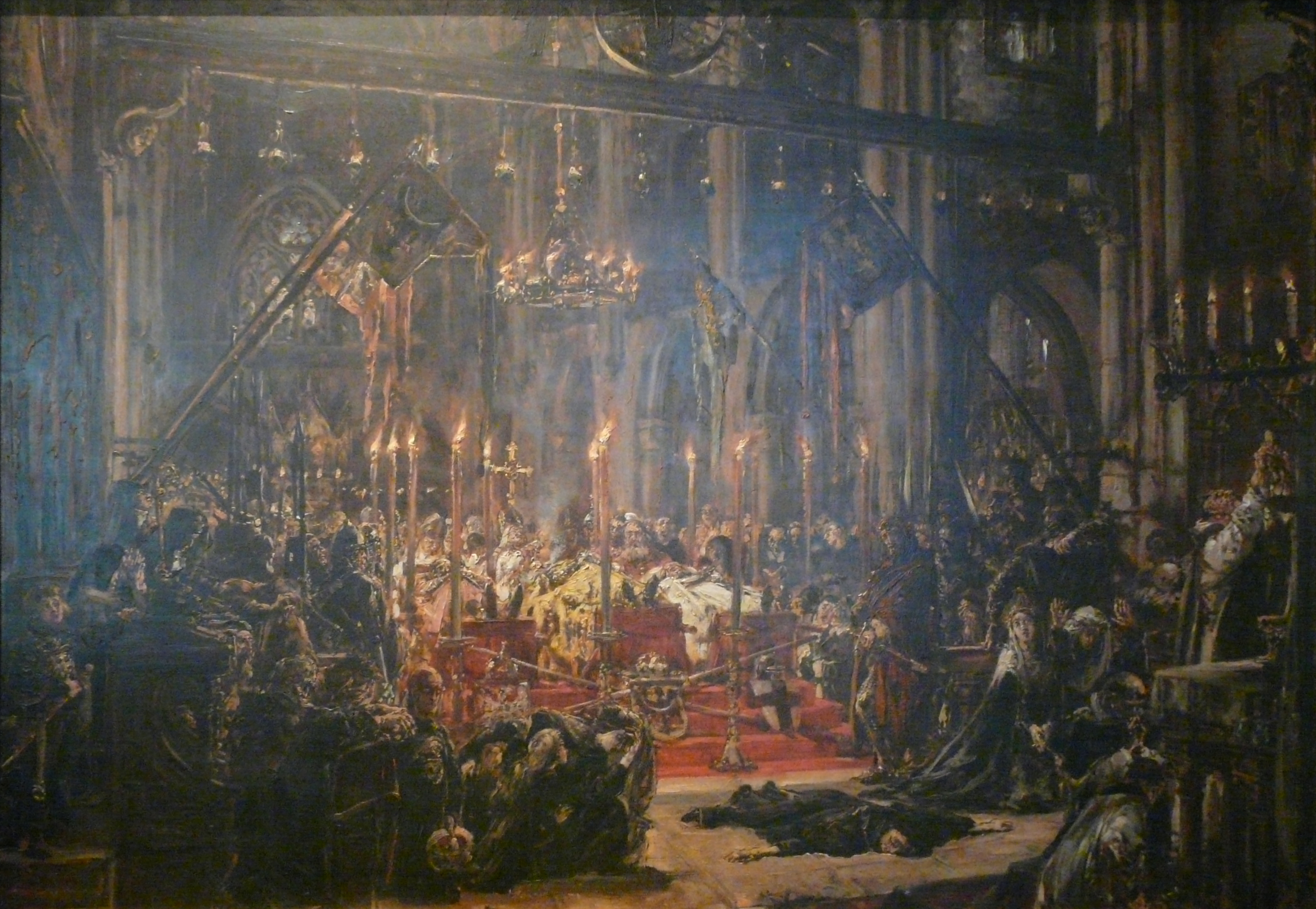
Легницкий разгром. Возрождение
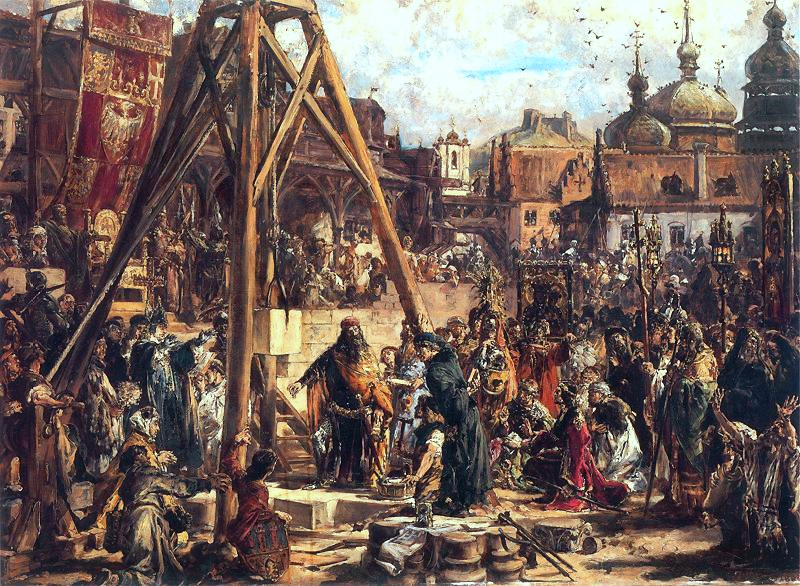
Повторное завоевание Руси
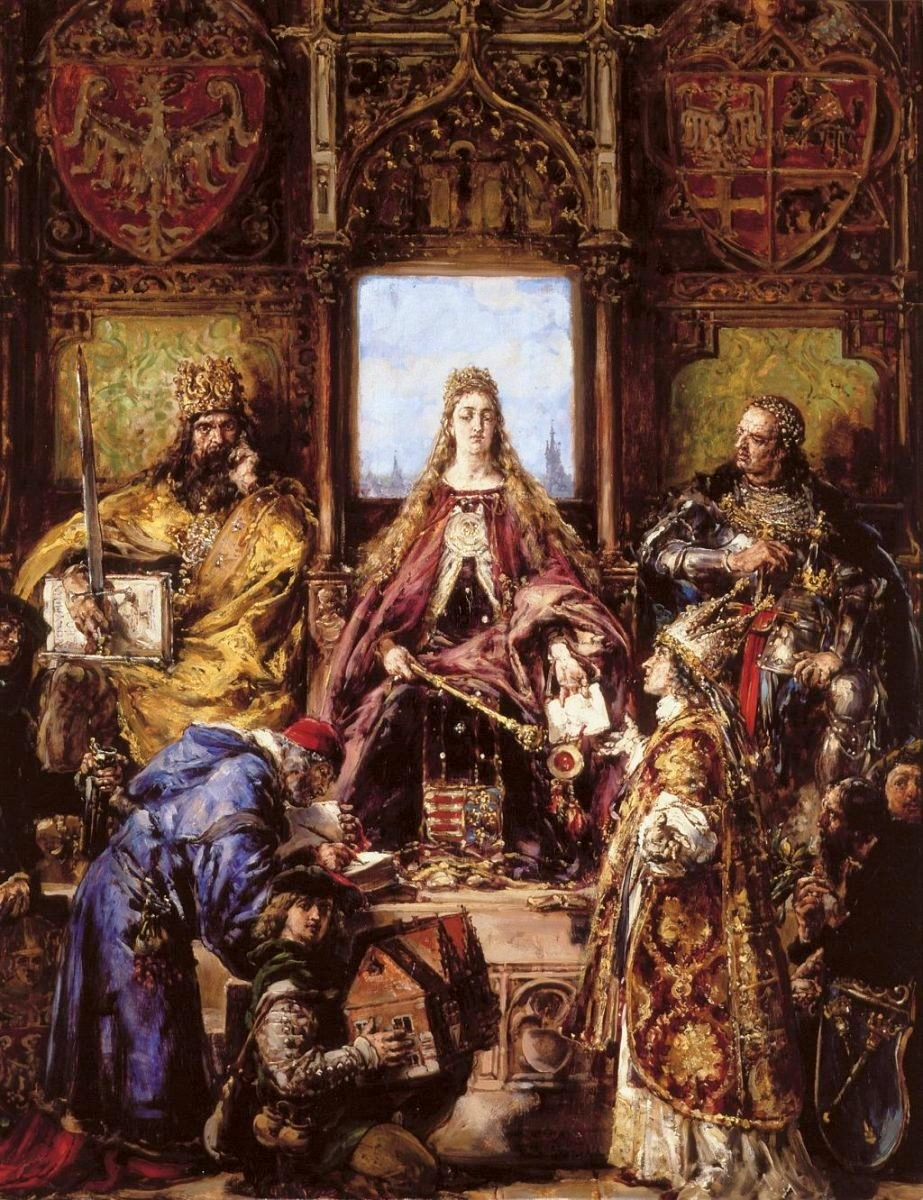
Основание университета
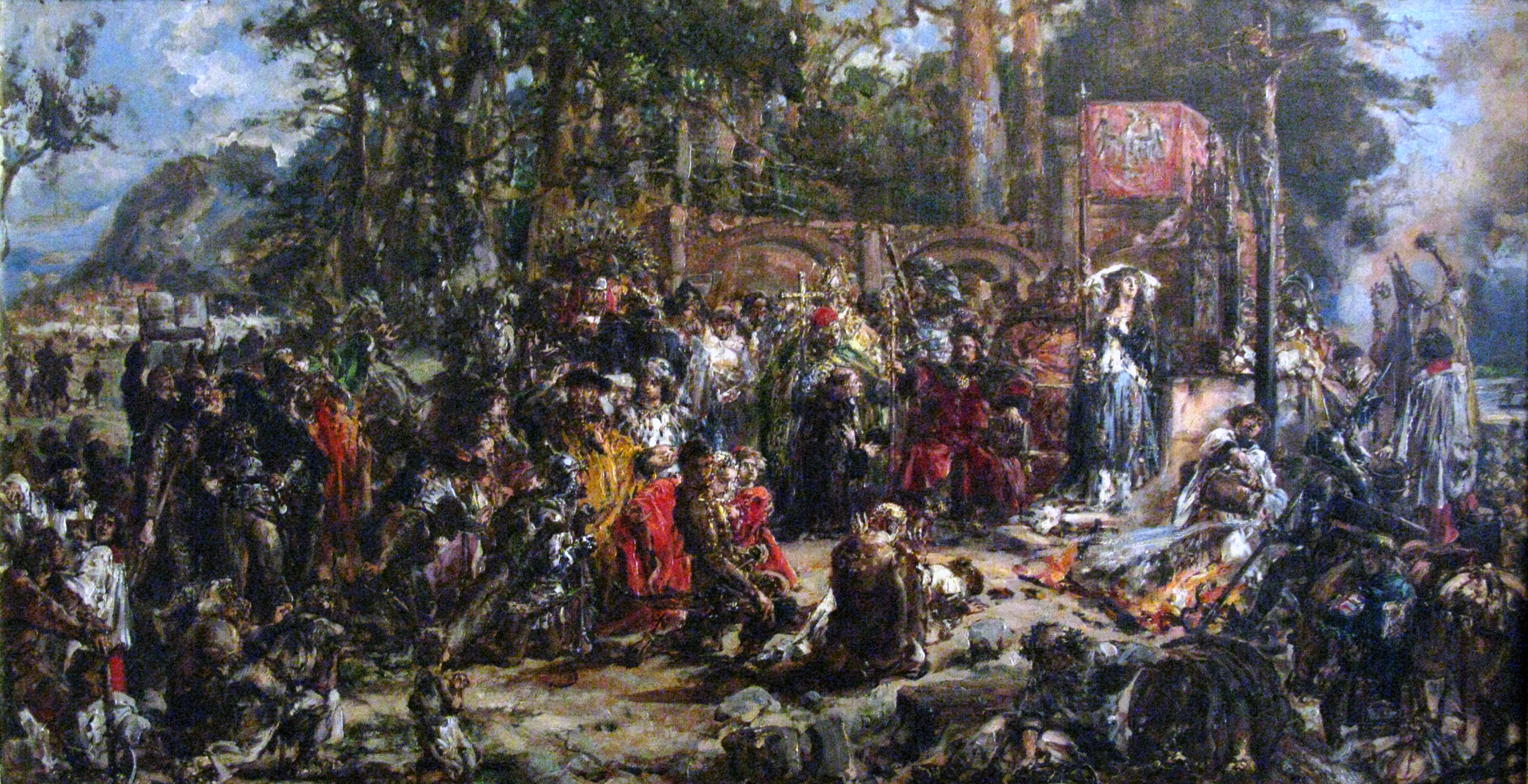
Крещение Литвы
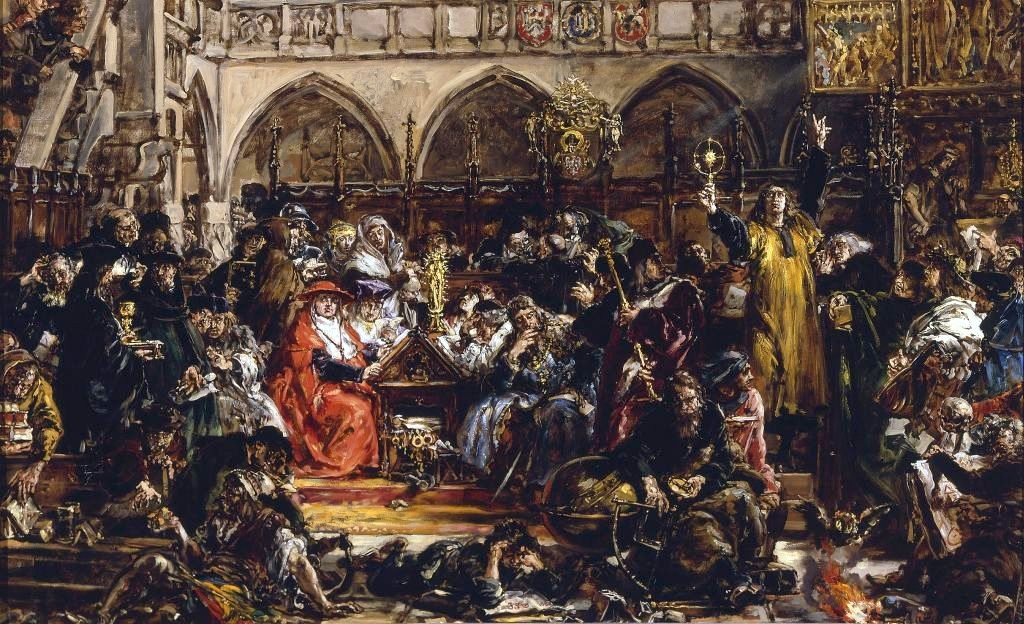
Влияние университета на страну в XV веке
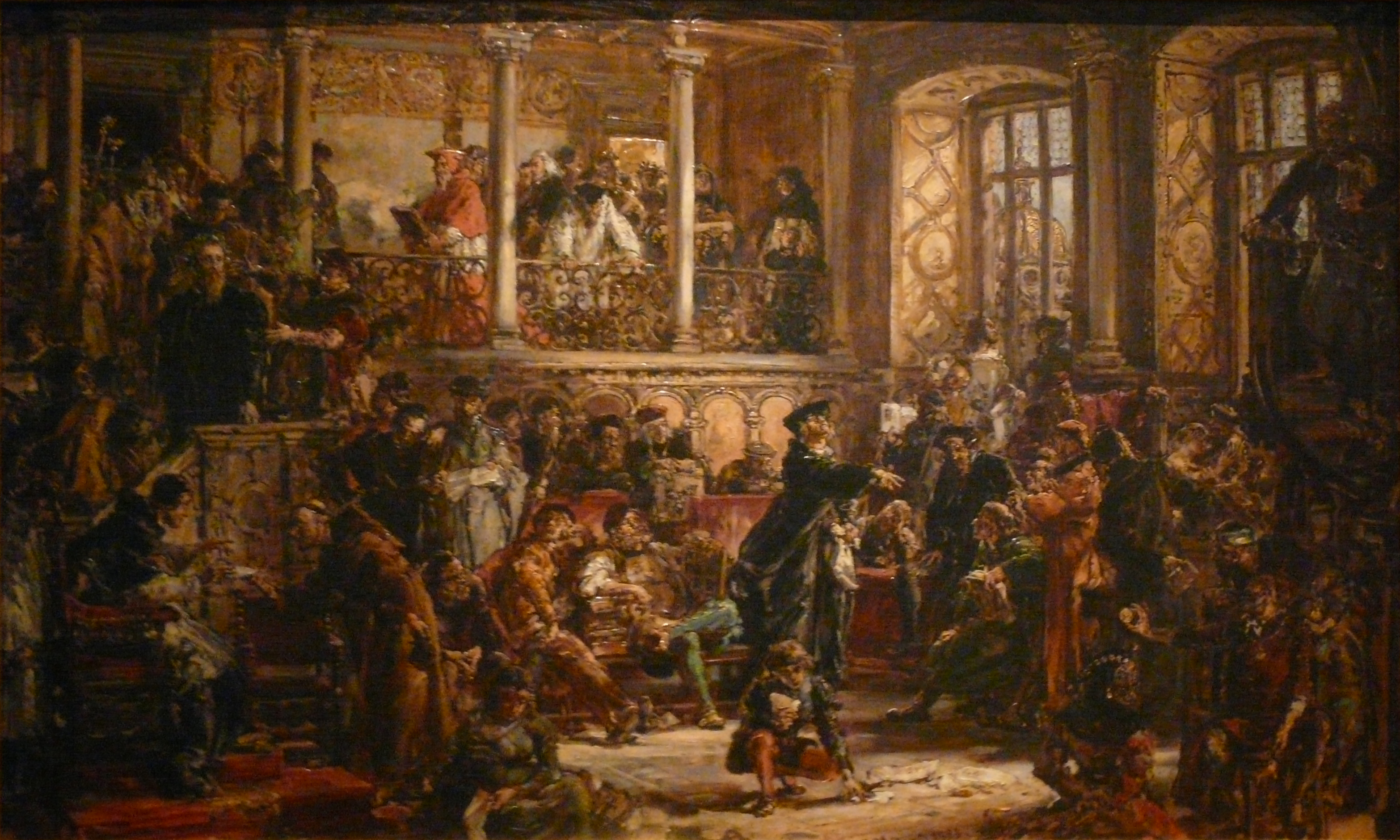
Золотой век литературы в XVI веке
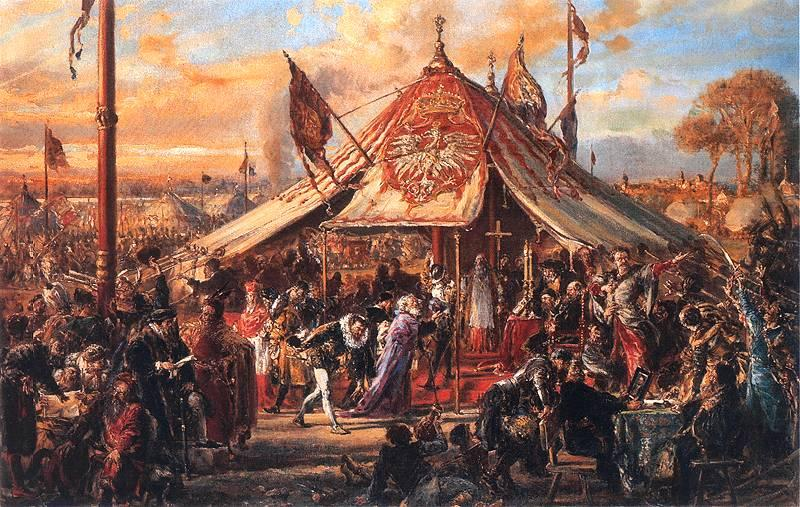
Золотая вольность
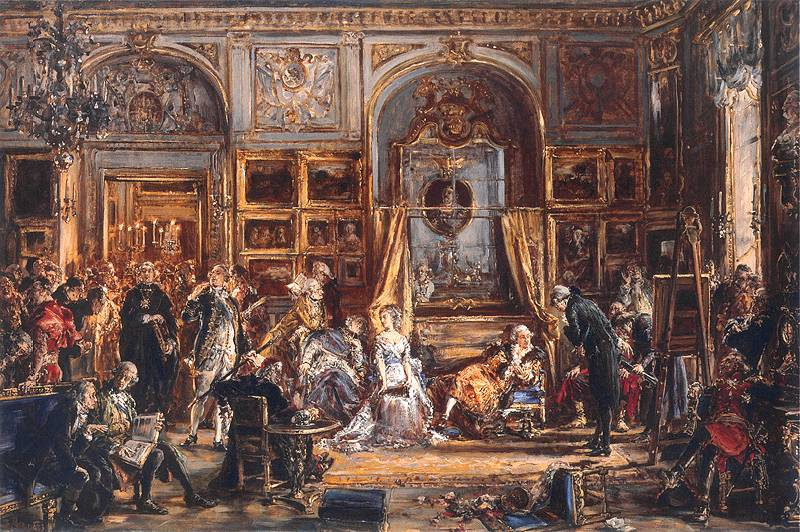
Конституция 3 мая